# Меджидов, Магомед Меджидович (государственный деятель)
Магоме́д Меджи́дович Меджи́дов (19 июля 1910, Урахи, Дагестанская АССР — 4 октября 1991, Махачкала, Дагестанская АССР) — советский государственный и политический деятель. Председатель Совета Министров Дагестанской АССР (1951—1956), Председатель Верховного Совета ДАССР (1948—1951), Депутат Верховного Совета СССР II—IV созывов (1946—1958).

## Биография
Родился в селе Урахи в крестьянской семье. По национальности — даргинец. В 1927 году окончил Урахинскую среднюю школу, потом в 1930 году окончил Дербентское педучилище.
В 1938 году окончил физический факультет Северо-Кавказского Государственного педагогического института. В 1930—1941 годах был учителем и завучем Сергокалинского педучилища и директором Буйнакского педучилища. Указом Президиума Верховного Совета ДАССР одному из первых в республике ему было присвоено звание Заслуженного учителя школы ДАССР.
В 1941 году был назначен заведующим отделом пропаганды и агитации Буйнакского ГК ВКП(б). В 1942 году назначается заведующим сектором отдела Дагестанского обкома ВКП(б).
В 1943—1945 годах — Председатель Госкомиссии ДАССР социальному обеспечению военнослужащих и по трудоустройству участников и инвалидов ВОВ.
В 1942—1943 годах — первый секретарь Акушинского РК ВКП (б).
В 1943—1944 годах — Заместитель Председателя Совета Народных Комиссаров Дагестанской АССР.
В 1944—1945 годах обучался в Высшей партийной школе при ЦК ВКП (б).
В 1945—1949 годах — Народный комиссар просвещения Дагестанской АССР.
В 1948—1951 годах — секретарь Дагестанского обкома ВКП(б).
В 1948—1951 годах — одновременно Председатель Верховного Совета Дагестанской АССР.
В 1951—1956 годах — Председатель Совета Министров Дагестанской АССР.
С 1956 по 1958 год обучался в Академии общественных наук при ЦК КПСС.
С 1958—1960 год — министр просвещения Дагестанской АССР.
С 1946—1958 годы — депутат Верховного Совета СССР 2 — 4 созывов.
С 1947—1958 годы — депутат Верховного Совета ДАССР 2 — 5 созывов.
Заслуженный учитель РСФСР, Заслуженный учитель ДАССР и КБАССР, Отличник народного образования РСФСР. Кавалер орденов Ленина, трёх орденов Трудового Красного Знамени и др.
Скончался 4 октября 1991 года. Похоронен в родном с. Урахи.

## Семья и дети
Дочь Леонора закончила физфак МГУ им М. Ломоносова, работает в ДГТУ, Заслуженный учитель Республики Дагестан.
Сын Магомед — министр связи ДАССР в 1984—1987 годах, заведующий отделом промышленности, транспорта и связи обкома КПСС. Скончался в 2016 году.
Сын Камиль многие годы работал заведующим отделом просвещения, культуры и спорта при Администрации Главы и Правительства РД, советником первого заместителя Председателя Правительства РД, действительный государственный советник РД 1 класса. Мастер спорта СССР по лёгкой атлетике. Заслуженный работник образования РД. Скончался в 2022 году.
Брат Муртузали многие годы работал в системе НКВД, МГБ, КГБ СССР, вторым секретарём Акушинского райкома партии, начальником Левашинского райотдела КГБ, директором совхоза имени Г. Далгата, секретарём Дагпрофсоюзов работников сельского хозяйства ДАССР. Является отцом Мухтара Меджидова, российского политического деятеля, Председателя Правительства РД.
Брат Омар — министр транспорта ДАССР в 1983—1986 годах, начальник Советского райисполкома г. Махачкалы и с 1992 по 2004 годы начальник Управления федеральных автодорог РД.
Брат Магомед — участник ВОВ, гвардии капитан, кавалер орденов Красного Знамени, Красной Звезды. Погиб в 1944 году, брат, Муталим — участник ВОВ, погиб в 1942 году.

## Награды
- Орден Ленина.
- Орден Октябрьской революции.
- 3 ордена Трудового Красного Знамени.
- 3 ордена «Знак Почёта».
- Заслуженный учитель школы РСФСР.
- Заслуженный учитель школы Дагестанской АССР.
- Заслуженный учитель школы Кабардино-Балкарской АССР.
- Отличник народного просвещения РСФСР.